# Anwar Hossain Manju
Anwar Hossain Manju (né le 9 février 1944) est un homme politique bangladais. Il est le membre sortant du Jatiya Sangsad, représentant la circonscription de Pirojpur-2, qui comprend les upazilas de Kawkhali, Bhandaria et Zianagar. Il a été élu membre du parlement bangladais sept fois au total. Il a été ministre des Ressources en eau, ministre des Communications et des Transports et ministre de l'Énergie et des Ressources minérales. En 2021, il est président du parti Jatiya.

## Jeunesse
Manju est né dans l'actuel district de Pirojpur au Bangladesh. Il est diplômé de l'université de Dacca, où il a obtenu un diplôme de géographie avec mention en physique et en mathématiques. Il a poursuivi ses études en relations internationales à l'université de Georgetown, à Washington,.

## Carrière
Manju a été ministre de l'énergie et des ressources minérales du Bangladesh de 1985 à 1988 sous Hossain Mohammad Ershad. En tant que ministre de l'énergie, ses réalisations comprennent l'augmentation de la production d'énergie de 700 à 2 500 mégawatts, et le lancement du grand projet de travaux publics du pont Jamuna. Il a ensuite été ministre des communications (1988-1990) pour le gouvernement d'Ershad,.
Manju était un opposant farouche à l'introduction par Ershad de références religieuses dans la Constitution du Bangladesh. Il s'est opposé à la déclaration de l'islam comme religion d'État du Bangladesh et a averti qu'une telle attaque contre la laïcité constituait une pente glissante qui éroderait les succès du Bangladesh en tant que société progressiste. De 1996 à 2001, il a été ministre des communications dans le gouvernement de Sheikh Hasina. Il a négocié l'extension du soutien du Jatiya au parti de Sheikh Hasina, la Ligue Awami, pour former un gouvernement national. Il est président du parti Jatiya. Il a dirigé la faction du parti Jatiya qui a rejeté la décision prise en 1994 par le leader du parti, Ershad, d'aligner le parti sur le parti nationaliste (BNP) de Khaleda Zia. Il a été membre du præsidium du parti Jatiya (1986-1994),.
Le service public de Manju comprend également des postes dans la branche législative du gouvernement. Il a été membre du Parlement du Bangladesh pendant cinq mandats consécutifs. Il a été élu cinq fois au Parlement en 1986, 1988, 1991, 1996 et 2001 pour représenter la circonscription de Bhandaria-Kaukhali dans le district de Pirojpur au Parlement national. Le mandat du dernier Parlement a expiré en 2006, mettant en place un gouvernement intérimaire (CTG),.
Manju a été rédacteur en chef et éditeur du Daily Ittefaq de 1972 à 2007. Ce journal est le premier journal bangla vernaculaire fondé par Maulana Abdul Hamid Khan Bhashani et Yar Mohammad Khan (en). Pendant ce temps, Tofazzal Hossain Manik Miah (en) travaillait comme rédacteur en chef. À la suite d'un accord avec les autres actionnaires d'Ittefaq, Manju a pris le poste de rédacteur en chef et d'éditeur en juillet 2010.

## Accusations et condamnations
En avril 2007, dans le cadre de la répression anti-corruption du gouvernement intérimaire, le National Board of Revenue (en) (NBR) a demandé à toutes les banques de soumettre les données relatives aux transactions de 71 personnes, dont Manju, sa femme et ses quatre filles. Selon le NBR, Manju a acheté une BMW en utilisant le privilège de membre du parlement d'importer des voitures en franchise de droits. 
Le 24 mars 2008, Manju et son épouse ont été inculpés par la Commission anti-corruption (ACC) pour avoir amassé des richesses illégalement et dissimulé des informations dans leur déclaration de patrimoine. Selon la plainte déposée en octobre 2007, Manju possédait des biens d'une valeur de 17,1 millions de takas, ce qui était disproportionné par rapport à ses revenus, et il avait également dissimulé des informations sur sa fortune d'une valeur de 4,22 millions de takas dans la déclaration soumise à l'ACC. La femme de Manju a été mise en cause dans cette affaire pour avoir aidé son mari.
Le 26 juin 2007, Manju a été condamné à cinq ans d'emprisonnement et à une amende de 10 000 takas pour avoir possédé 21 bouteilles d'alcool dans sa résidence de Dhanmondi. Manju a été envoyé en prison après s'être rendu dans une affaire de corruption,.
En août 2010, la Haute Cour a annulé la peine de 13 ans d'emprisonnement prononcée par la juridiction inférieure et, en novembre 2015, la Cour suprême a confirmé cette décision.

## Vie privée
Manju est mariée à Tasmima Hossain et a quatre filles - Seema Hossain, Tareen Hossain, Anushay Hossain, et Maneeza Hossain.